# Тобіас Гарріс
Тобіас Джон Гарріс (англ. Tobias John Harris; нар. 15 липня 1992, Айсліп, Нью-Йорк, США) — американський професіональний баскетболіст, легкий форвард і важкий форвард команди НБА «Філадельфія Севенті-Сіксерс». Двоюрідний брат баскетболіста Ченнінга Фрая.

## Ігрова кар'єра
Починав грати у баскетбол в команді Лонг-Айлендської лютеранської школи (Бруквілл, Нью-Йорк). Вважався одним з найперспективніших баскетболістів-школярів США. На університетському рівні грав за команду Теннессі (2010—2011), де виконував роль так званого «розігруючого форварда» — суміш розігруючого захисника та легкого форварда.
2011 року був обраний у першому раунді драфту НБА під загальним 19-м номером командою «Шарлотт Бобкетс», але одразу був обміняний до «Мілвокі Бакс». Дебютував у НБА 7 січня 2012 року у матчі проти «Лос-Анджелес Кліпперс». У першому сезоні набирав 5 очок та 2,4 підбирання.

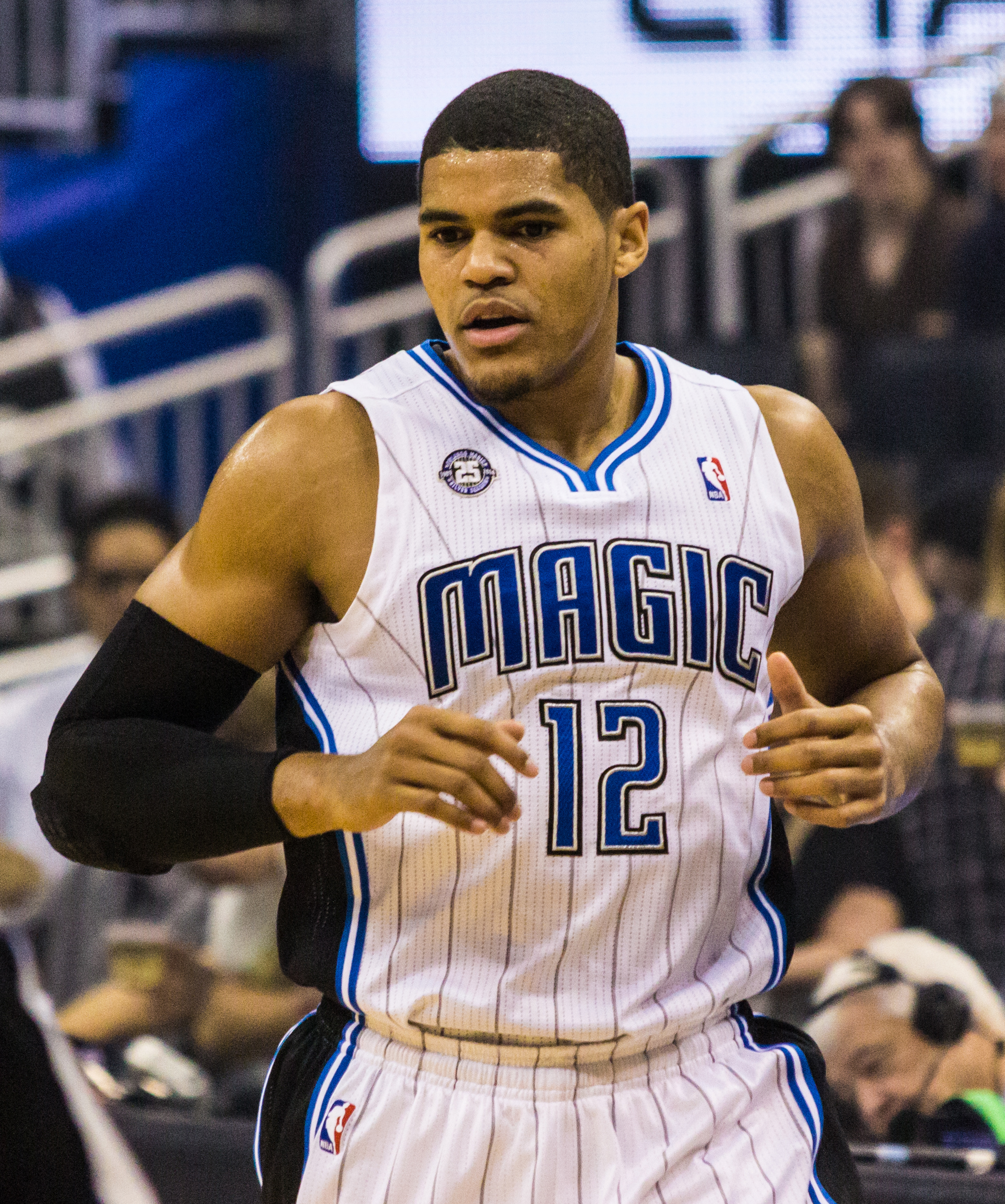
Гарріс у грі за «Орландо», 2013

З 2013 по 2016 рік грав у складі «Орландо Меджик». У команді з Орландо його ігровий час значно виріс, а статистика покращилась. 24 січня 2014 року у матчі проти «Лос-Анджелес Лейкерс» набрав 28 очок та рекордні для себе 20 підбирань, допомігши перемогти своїй команді 114—105. 2 березня 2014 року провів свій найрезультативніший матч у кар'єрі, набравши 31 очко у грі проти «Філадельфія Севенті-Сіксерс».
14 липня 2015 року перепідписав контракт з «Орландо» на чотири роки на суму 64 млн доларів.

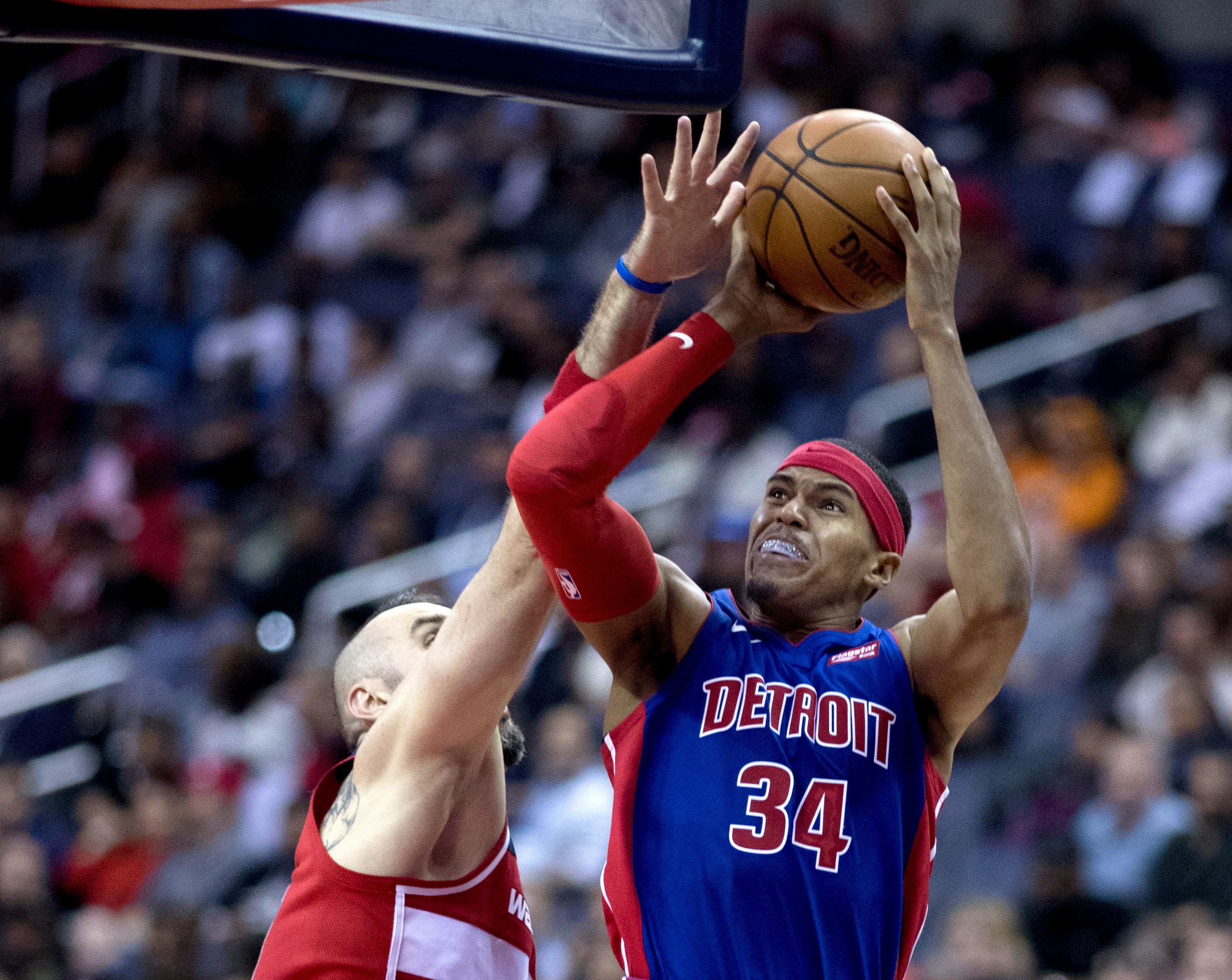
Гарріс у жовтні 2017

16 лютого 2016 року перейшов до «Детройт Пістонс» в обмін на Ерсана Ільясову та Брендона Дженнінгса. Через три дні дебютував за нову команду, забивши 21 очко у матчі проти «Вашингтон Візардс». Допоміг «Пістонс» пробитися до плей-оф, де вони були восьмими сіяними та потрапили на «Клівленд Кавальєрс» в першому раунді. Детройт нічого зміг протиставити фаворитам на чолі з Леброном Джеймсом, програвши серію всуху 0-4.
11 березня 2017 провів свій найрезультативніший матч сезону 2016—2017, забивши 28 очок у переможному матчі проти «Нью-Йорк Нікс».
25 жовтня 2017 року повторив свій рекорд результативності, забивши 34 очки у матчі проти «Міннесота Тімбервулвз».
29 січня 2018 року разом з Ейвері Бредлі, Бобаном Мар'яовичем та двома майбутніми драфт-піками першого та другого раундів був обміняний до «Лос-Анджелес Кліпперс» на Блейка Гріффіна, Віллі Ріда та Бріса Джонсона. 3 лютого дебютував за свою нову команду в матчі проти «Чикаго», набравши 24 очки.
17 грудня оновив свій рекорд результативності, набравши 39 очок у матчі проти «Портленда».
6 лютого 2019 року разом з Бобаном Мар'яовичем та Майком Скоттом був обміняний до «Філадельфії» на Вілсона Чендлера, Майка Мускалу, Лендрі Шемета та кілька майбутніх драфт-піків. Через два дні дебютував за команду з Філадельфії, набрав 14 очок у матчі проти «Денвер Наггетс».

## Ігрова статистика

### Коледж
| Сезон   | Команда  | GP | GS | MPG  | FG%  | 3P%  | FT%  | RPG | APG | SPG | BPG | PPG  |
| ------- | -------- | -- | -- | ---- | ---- | ---- | ---- | --- | --- | --- | --- | ---- |
| 2010–11 | Теннессі | 34 | 33 | 29.2 | .460 | .303 | .753 | 7.3 | 1.3 | .7  | .9  | 15.3 |

### Регулярний сезон
| Сезон             | Команда                       | GP  | GS  | MPG  | FG%  | 3P%  | FT%  | RPG | APG | SPG | BPG | PPG  |
| ----------------- | ----------------------------- | --- | --- | ---- | ---- | ---- | ---- | --- | --- | --- | --- | ---- |
| 2011–12           | «Мілвокі Бакс»                | 42  | 9   | 11.4 | .467 | .261 | .815 | 2.4 | .5  | .3  | .2  | 5.0  |
| 2012–13           | «Мілвокі Бакс»                | 28  | 14  | 11.6 | .461 | .333 | .885 | 2.0 | .5  | .3  | .3  | 4.9  |
| 2012–13           | «Орландо Меджик»              | 27  | 20  | 36.1 | .453 | .310 | .721 | 8.5 | 2.1 | .9  | 1.4 | 17.3 |
| 2013–14           | «Орландо Меджик»              | 61  | 36  | 30.3 | .464 | .254 | .807 | 7.0 | 1.3 | .7  | .4  | 14.6 |
| 2014–15           | «Орландо Меджик»              | 68  | 63  | 34.8 | .466 | .364 | .788 | 6.3 | 1.8 | 1.0 | .5  | 17.1 |
| 2015–16           | «Орландо Меджик»              | 49  | 49  | 32.9 | .464 | .311 | .784 | 7.0 | 2.0 | 1.0 | .6  | 13.7 |
| 2015–16           | «Детройт Пістонс»             | 27  | 25  | 33.4 | .477 | .375 | .911 | 6.2 | 2.6 | .7  | .4  | 16.6 |
| 2016–17           | «Детройт Пістонс»             | 82  | 48  | 31.3 | .481 | .347 | .841 | 5.1 | 1.7 | .7  | .5  | 16.1 |
| 2017–18           | «Детройт Пістонс»             | 48  | 48  | 32.6 | .451 | .409 | .846 | 5.1 | 2.0 | .7  | .3  | 18.1 |
| 2017–18           | «Лос-Анджелес Кліпперс»       | 32  | 32  | 34.5 | .473 | .414 | .800 | 6.0 | 3.1 | 1.2 | .6  | 19.3 |
| 2018–19           | «Лос-Анджелес Кліпперс»       | 55  | 55  | 34.6 | .496 | .434 | .877 | 7.9 | 2.7 | .7  | .4  | 20.9 |
| 2018–19           | «Філадельфія Севенті-Сіксерс» | 27  | 27  | 35.0 | .469 | .326 | .841 | 7.9 | 2.9 | .4  | .5  | 18.2 |
| 2019–20           | «Філадельфія Севенті-Сіксерс» | 72  | 72  | 34.3 | .471 | .367 | .806 | 6.9 | 3.2 | .7  | .6  | 19.6 |
| 2020–21           | «Філадельфія Севенті-Сіксерс» | 62  | 62  | 32.5 | .512 | .394 | .892 | 6.8 | 3.5 | .9  | .8  | 19.5 |
| 2021–22           | «Філадельфія Севенті-Сіксерс» | 73  | 73  | 34.8 | .482 | .367 | .842 | 6.8 | 3.5 | .6  | .6  | 17.2 |
| Усього за кар'єру | Усього за кар'єру             | 753 | 633 | 31.4 | .476 | .367 | .828 | 6.2 | 2.3 | .7  | .5  | 16.4 |

### Плей-оф
| Сезон             | Команда                       | GP | GS | MPG  | FG%  | 3P%  | FT%  | RPG | APG | SPG | BPG | PPG  |
| ----------------- | ----------------------------- | -- | -- | ---- | ---- | ---- | ---- | --- | --- | --- | --- | ---- |
| 2016              | «Детройт Пістонс»             | 4  | 4  | 39.0 | .457 | .333 | .923 | 9.5 | 3.0 | .8  | .8  | 14.5 |
| 2019              | «Філадельфія Севенті-Сіксерс» | 12 | 12 | 36.9 | .425 | .349 | .846 | 9.1 | 4.0 | 1.1 | .5  | 15.5 |
| 2020              | «Філадельфія Севенті-Сіксерс» | 4  | 4  | 37.0 | .383 | .133 | .789 | 9.5 | 4.0 | .5  | .3  | 15.8 |
| 2021              | «Філадельфія Севенті-Сіксерс» | 12 | 12 | 36.5 | .488 | .372 | .875 | 8.5 | 3.5 | 1.0 | .4  | 21.8 |
| 2022              | «Філадельфія Севенті-Сіксерс» | 12 | 12 | 38.8 | .500 | .386 | .864 | 7.6 | 2.9 | 1.1 | .8  | 16.9 |
| Усього за кар'єру | Усього за кар'єру             | 44 | 44 | 37.5 | .463 | .347 | .858 | 8.6 | 3.5 | 1.0 | .6  | 17.5 |